# Pinkalicious & Peterrific
Pinkalicious & Peterrific este un serial de televiziune animat americano-irlandez creat și produs de Sixteen South și WGBH Kids pentru PBS Kids. A avut premiera pe 19 februarie 2018.

## Distribuție
- Kayla Erickson ca Pinkalicious Pinkerton
- Jaden Waldman ca Peter Pinkerton[4]
- Molly Lloyd ca Mrs. Pinkerton
- Jayce Bartok ca Mr. Pinkerton[5][6]
- Justice Quirez ca Rafael Martinez
- Echo Picone ca Kendra Babcock
- Daia Johnson ca Jasmine Lovat
- Raleigh Shuck ca Lila Goodway
- Rebecca Soler ca Mayor Martinez
- Blanca Camacho ca Mrs. Plum, Ezra Knight și Mr. Plum
- Marlo Thomas ca Gertie[7]
- Erin Fritch ca Ms. Penny[8]

## Legături externe
- Site web oficial
- Pinkalicious & Peterrific la Internet Movie Database